# Studený potok (přítok Popradu)
Studený potok je potok ve Vysokých Tatrách na Slovensku. Protéká okresy Poprad a Kežmarok. Jedná se o levý přítok Popradu dlouhý 17,4 km. Je tokem IV. řádu.

## Průběh toku
Potok vzniká soutokem Veľkého Studeného potoka, který přitéká zprava z Veľké Studené doliny a Malého Studeného potoka, který přitéká zleva z Malé Studené doliny. Soutok se nachází v místě vyústení Malé Studené doliny do Veľké Studené doliny na Starolesnianské poľaně v nadmořské výšce 1285,3 m. Od soutoku teče víceméně na jihovýchod, přičemž se koryto několikrát stáčí a vlní. Překonává skalní stupně, na nichž se nacházejí Vodopády Studeného potoka a Dlhý vodopád. Na dvou krátkých úsecích mezi Dlhým vodopádem a autokempinkem u Staré Lesné teče na východ. Po vstupu do Popradské kotliny se několikrát rozvětvuje a na dolním toku meandruje. Ústi do Popradu jižně od obce Veľká Lomnica v nadmořské výšce 644,2 m.

### Geomorfologické celky
- Tatry
  - podcelek Východné Tatry, část Vysoké Tatry
- Podtatranská kotlina
  - podcelek Tatranské podhorie,
  - podcelek Popradská kotlina, část Lomnická pahorkatina

### Přítoky
- zprava – Veľký Studený potok (zdrojnice), přítok pramenící severovýchodně od kóty (789,3 m),
- zleva – Malý Studený potok (zdrojnice), přítoky z jihovýchodního svahu Čiapky (788,2 m), přítoky z jihozápadního svahu Patrie (765,0 m).

## Vodní režim
Je vodnou vysokohorskou řekou a má charakter bystřiny. Vyskytují se na ní početné peřeje. Vyznačuje se vysokými průtoky zejména na konci jara a na začátku léta.

## Osídlení
Protéká okrajem osady Tatranská Lesná také okrajem obcí Stará Lesná a Veľká Lomnica.

## Znečištění
V závěru toku u několikatisícové rómské osady v obci Veľká Lomnica protéká potok velkou divokou skládkou komunálního odpadu.